# Hộp TATA
Hộp TATA (TATA box) là một đoạn trình tự DNA (yếu tố cis) 
nằm ở vùng promoter của hầu hết các gene. Đây là vị trí bám của các nhân tố phiên mã hoặc histone (kiềm chế hoạt động của các protein khác). Trình tự thường gặp là 5' TATAAA(A/G) 3'.
Ở sinh vật eukaryote, protein liên kết với hộp TATA được gọi là TBP có chức năng biến tính DNA và bẻ cong phân tử DNA một góc 90°. Vùng trình tự giàu AT thường làm quá trình biến tính xảy ra dễ dàng.
Nhiều gene không có hộp TATA và thường sử dụng nhân tố khởi đầu phiên mã hoặc promoter lõi hạ nguồn (downstream core promoter) để thay thế.

## Ví trí
Hộp TATA thường nằm ở khoảng 25 bp phía thượng nguồn của điểm khởi đầu phiên mã. Hộp này thường nằm gần trình tự giàu GC. Nếu chúng ta đặt vị trí khởi đầu của quá trình phiên mã (tại NU đầu tiên) là +1, sau những Nu này là +2, +3,... lần lượt đến hết và Nu ngay trước nó là -1,..., những Nu trước nó là -2, -3,... thì vị trí là -25 ở eukaryote, và là -10 với prokaryote.

## Liên kết với histone
Mối liên kết giữa hộp TATA và các phân tử histone thường thông qua domain đầu N của H4.

## Hình ảnh

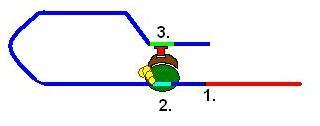